# 鮎の瀬大橋

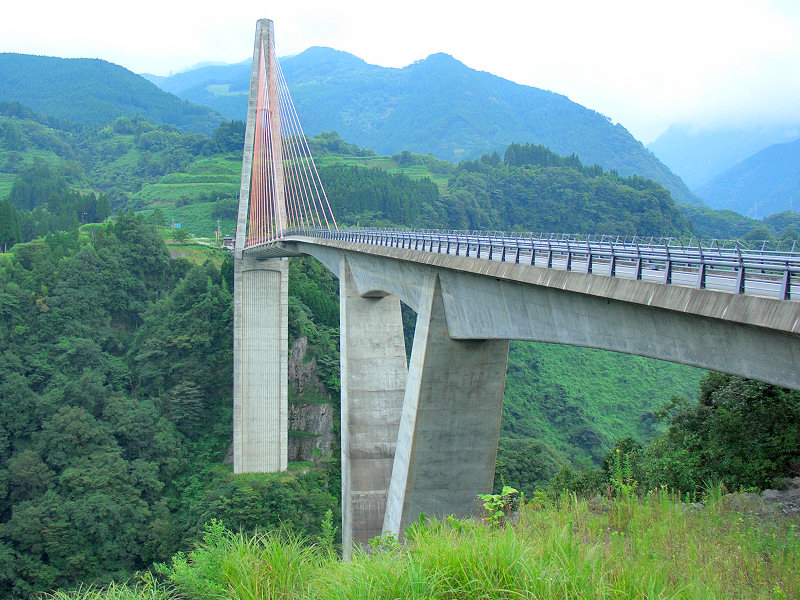
鮎の瀬大橋

鮎の瀬大橋（あゆのせおおはし）は、熊本県上益城郡山都町にある緑川農免農道の橋。

## 概要
橋の構造は斜張橋で、くまもとアートポリス構想に基づき、デザイン性を重視した橋である。
この橋が架かる緑川渓谷は、緑川によって侵食された深いU字谷で、以前は谷を渡る大きな橋は下流にある内大臣橋のみであった。住民や観光客は、この深い谷を渡るために大きく迂回せねばならず、交通が大変不便であったが、この橋の完成により利便性が向上した。
橋の袂（たもと）には、地場の産品を販売する物産館（鮎の瀬交流館）があり、冬季を除き観光バスなども訪れる観光名所になっている。
同町にある観光名所・鵜の子滝の展望所からも橋を眺めることができる。

## 構造
- 位置：熊本県上益城郡山都町
- 構造形式：3径間連続PC斜張橋
- 橋長：390 m
- 架設方法：張出し架設工法
- 竣工年：1999年（平成11年）